# Дебърски говор
Дебърският говор е български диалект от крайната югозападна група югозападни говори.
Говори се в пограничните области на Република Северна Македония и Република Албания – в района около град Дебър. Тъй като местното население е познато като реканци или мияци, диалектът понякога се нарича и рекански или мияшки.
Македонската диалектология разделя дебърския говор на дебърски, рекански и галички, като ги класифицира като диалекти на т. нар. македонски език.

## Характерни особености
- Праславянското *tj застъпено като:
  - шч – плèшчи (плещи), гòрешчо (горещо)
  - к’ – плèки (плещи), кèрка (щерка)
- Праславянското *dj застъпено като:
  - жд – нỳжда, говеждò.
  - г’ – вèг’а (вежда), прèг’а (прежда)
- Засилена употреба на гласната о като
  - застъпник на стб. ѫ: мош (мъж), пот (път), сòбота (събота)
  - застъпник на стб. ѧ: йòзик (език)
  - застъпник на стб. ъ и ь: лòжеш (лъжеш), бòчва (бъчва), òсом (осем), сèдом (седем), звòнец (звънец)
  - заместник на ударено а след назални съгласни: снòа (снаха), мòшчеа (мащеха)
- Преглас х⇒ф: греф (грях), вр̥ф (връх), рèкоф (рекох).
- Звучен изговор на сричкотворните л и р: сл̥̀нце (слънце), жл̥̀чка (жлъчка), тр̥н (трън), цр̥н (черен).
- Наличие на тройно членуване.
- Множествено число с окончание -ови/-еви: дòбови (дъбове), лèбови (хлебове), сòневи (сънища)
- Глаголно окончание -а за 1 л. ед. ч. сег. време при всички спрежения: стрѝжа (стрижа), сèйа (сея), рàг’а (раждам)
- Глаголно окончание -т за 3 л. ед. ч. сег. време при всички спрежения: пѝшит (пише), вѝйет (вие), мèтет (мете)
- Лични местоимения: той (той), тàйа (тя), мѝйе (ние), тèйе (те).